# Stängelumfassendes Hellerkraut
Das Stängelumfassende Hellerkraut (Microthlaspi perfoliatum), auch als Durchwachs-Kleintäschel, Durchwachsenblättriges Täschelkraut oder Öhrchen-Hellerkraut bezeichnet, ist ein in Mitteleuropa nur gebietsweise verbreitet vorkommender Angehöriger der Kreuzblütengewächse (Brassicaceae).

## Beschreibung
Die einjährige krautige Pflanze erreicht Wuchshöhen von etwa 7 bis 25 cm. Die Pflanze ist blaugrün gefärbt und gänzlich kahl. Der Stängel wächst einfach oder ist von der Basis an verzweigt. Die grundständigen Blätter sind eiförmig-spatelförmig in den Stiel verschmälert und etwa 5 cm lang. Die Stängelblätter sind mit herzförmigem Grund stängelumfassend, ganzrandig oder gezähnelt, etwas spitz und 1 bis 3,5 cm lang.
Die Blütentraube ist anfangs kurz und dicht, später lockert sie auf. Die Kelchblätter sind etwa 1,5 mm lang, länglich-elliptisch und weiß hautrandig. Die Kronblätter sind weiß, spatelförmig-länglich und 2 bis 3 mm lang. Sie sitzen auf 5 bis 9 mm langen, waagerechten Stielen. Der Griffel ist lediglich 0,2 bis 0,7 mm lang.
Die 5 bis 7 mm langen Schötchen sind rundlich verkehrt-herzförmig geformt und breit ausgerandet.
Je Samenfach enthält das Schötchen meist 2 bis 4, eiförmige, glatte Samen.
Das Stängelumfassende Hellerkraut blüht vorwiegend von März bis Juni.
Die Chromosomenzahl beträgt 2n = 42 oder 28.

## Ökologie

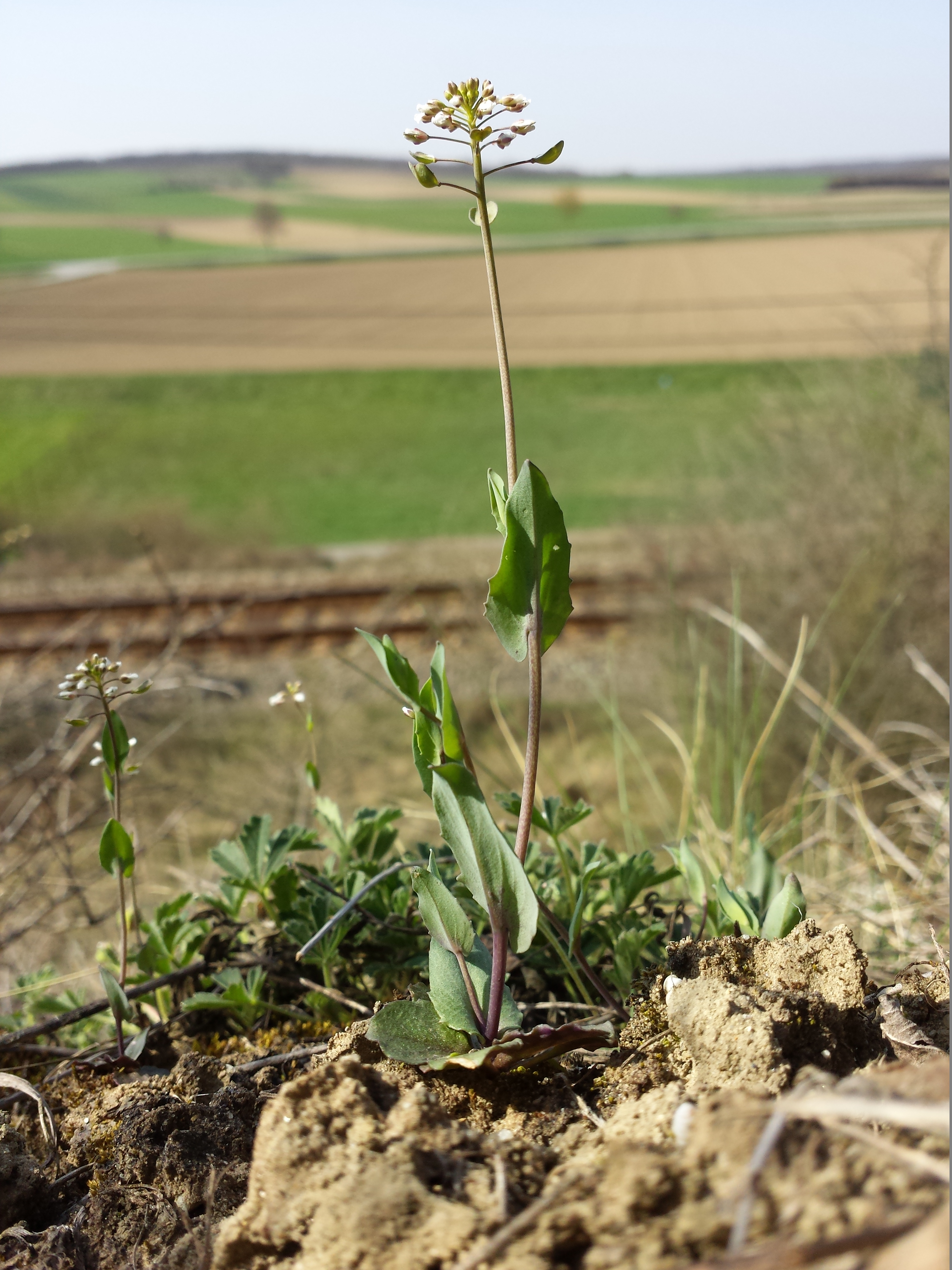
Stängelumfassendes Hellerkraut (Microthlaspi perfoliatum)

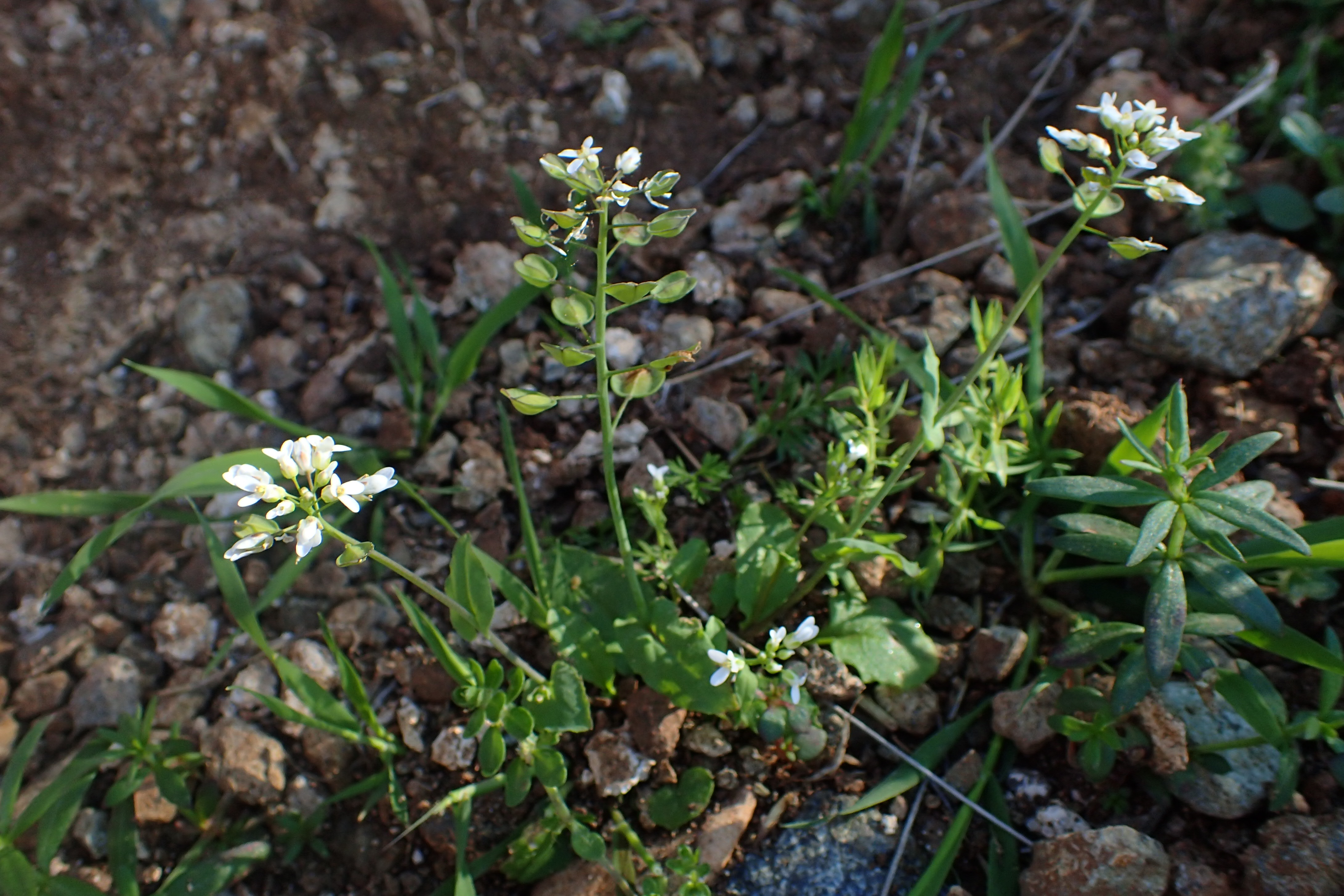
Stängelumfassendes Hellerkraut (Microthlaspi perfoliatum)

Das Stängelumfassende Hellerkraut ist ein einjähriger Flachwurzler. Es wurzelt nur bis 5 Zentimeter tief.
Die Schötchen wirken als Regenballist d. h. bei heftigen Regenschauern werden die Samen bis 80 cm weit geschleudert. Trifft nämlich ein Regentropfen in die Schötchenschüssel, so biegt sich der Fruchtstiel durch die Kraft des Aufschlags herab, und im Schötchen entsteht eine Spannung, die zum ruckartigen Ablösen beider Fruchtfächer von ihren Rahmen führt; dadurch zerfällt die Frucht und bei der Rückwärtsbewegung des Fruchtstiels werden die Samen fortgeschleudert.

## Vorkommen

### Allgemeine Verbreitung
Microthlaspi perfoliatum kommt ursprünglich in Europa, in Asien und in Nordafrika vor. Es ist ein submediterranes Florenelement. In Nordamerika ist die Art ein Neophyt.

### Verbreitung in Mitteleuropa
Das Stängelumfassende Hellerkraut kommt in Deutschland nur in der Mitte und im Süden zerstreut bis ziemlich verbreitet vor. Im Norden und Osten ist die Art sehr selten und nur vorübergehend eingeschleppt. In den Allgäuer Alpen steigt es am Zwieselberg bei Roßhaupten bis zu einer Höhenlage von 1000 Metern auf.
In Österreich tritt das Durchwachs-Kleintäschel im pannonischen Gebiet häufig, sonst zerstreut bis selten auf. Die Vorkommen erstrecken sich auf alle Bundesländer. Im westlichen Alpengebiet und im südöstlichen Alpenvorland gilt die Art als gefährdet.
In der Schweiz kommt das Stängelumfassende Hellerkraut allgemein zerstreut vor.

### Standortansprüche
Das Stängelumfassende Hellerkraut wächst in Trocken- und Halbtrockenrasen-Gesellschaften. Es kommt besonders gern im Cerastietum pumili aus dem Verband Alysso-Sedion vor, findet sich aber auch in Gesellschaften der Verbände Seslerio-Festucion, Caucalidion, Fumario-Euphorbion oder der Klasse Brometalia.
Es bevorzugt warme, mäßig frische mäßig nährstoffreiche, kalk- oder sonst basenreiche, mäßig saure bis milde, wenig humose Lehm- oder Lößböden.
Die ökologischen Zeigerwerte nach Landolt et al. 2010 sind in der Schweiz: Feuchtezahl F = 2 (mäßig trocken), Lichtzahl L = 4 (hell), Reaktionszahl R = 4 (neutral bis basisch), Temperaturzahl T = 4 (kollin), Nährstoffzahl N = 3 (mäßig nährstoffarm bis mäßig nährstoffreich), Kontinentalitätszahl K = 4 (subkontinental).

## Taxonomie
Synonyme für Microthlaspi perfoliatum (L.) F.K. Mey. sind: Thlaspi perfoliatum L., Noccaea perfoliata (L.) Al-Shehbaz. 

## Bilder

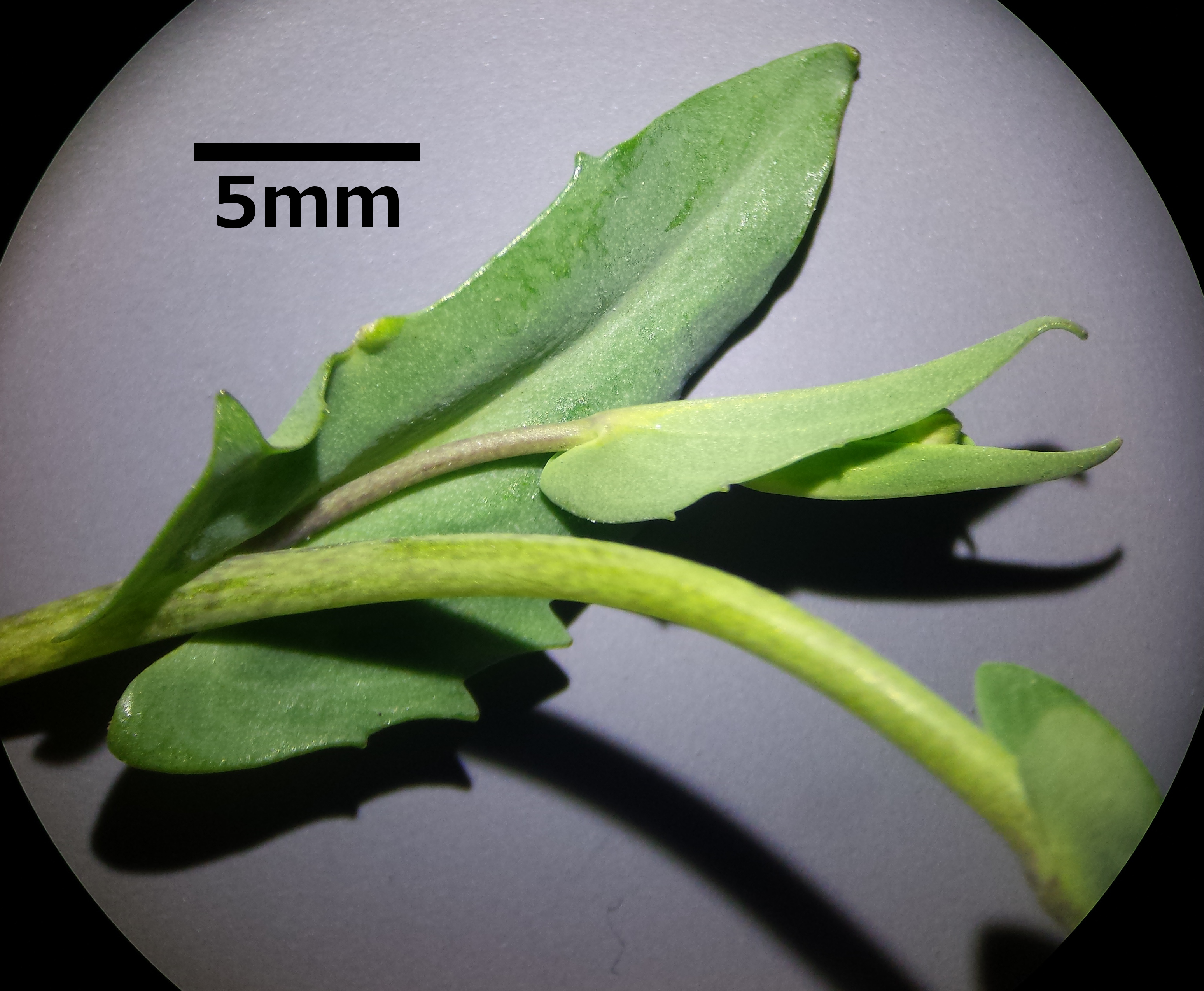
Stängel mit geöhrtem Laubblatt
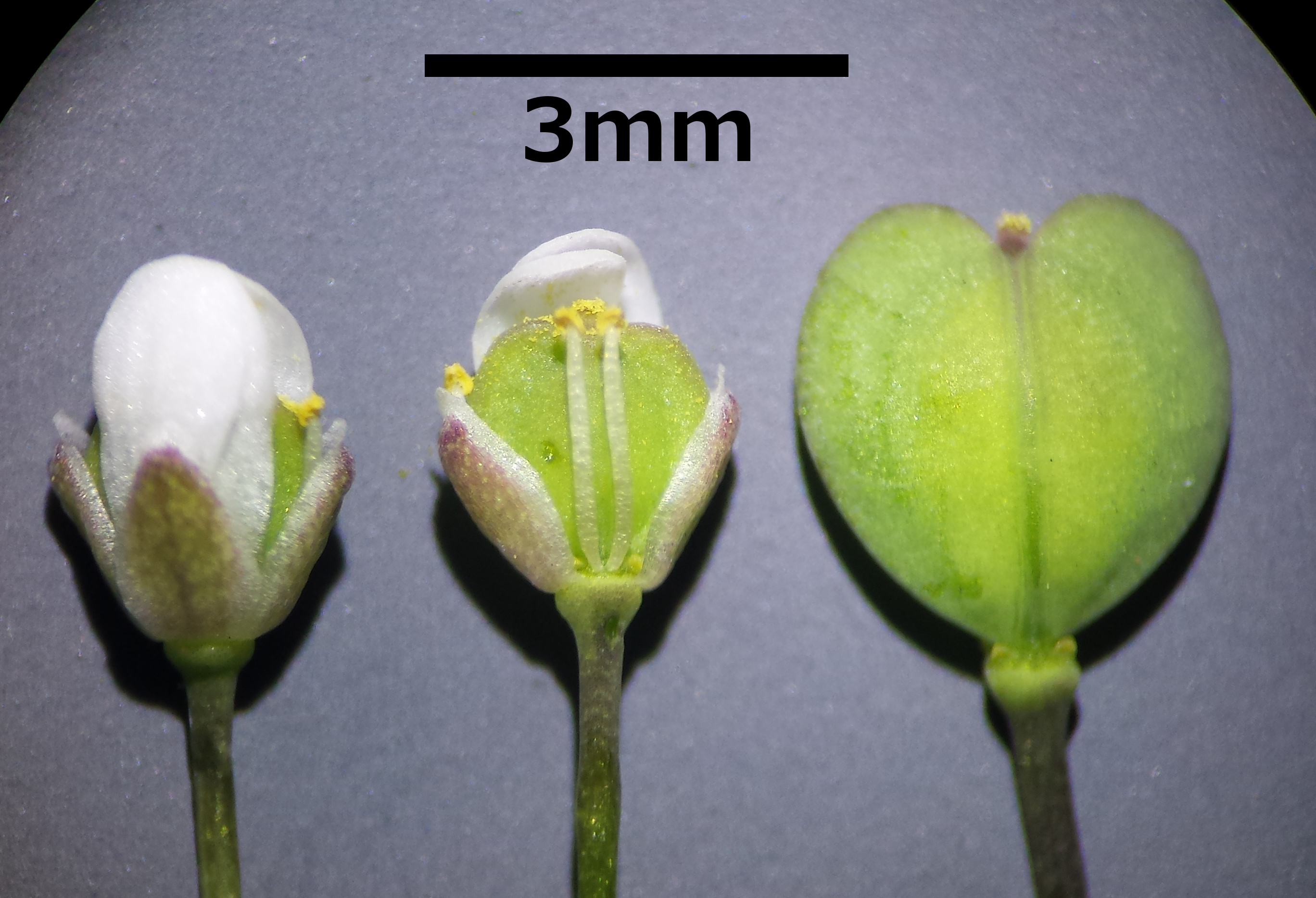
Blüten bzw. Früchte
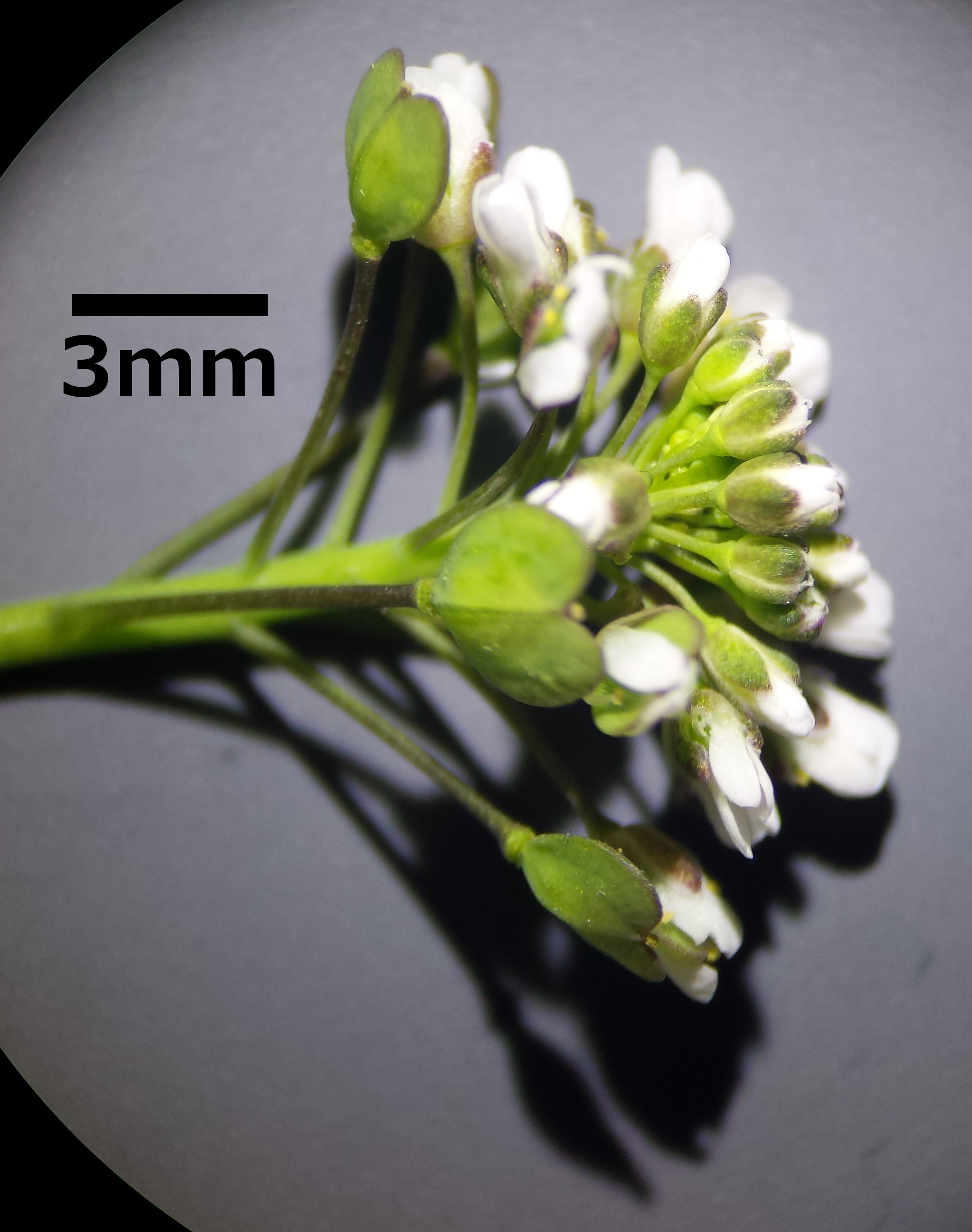
Blütenstand
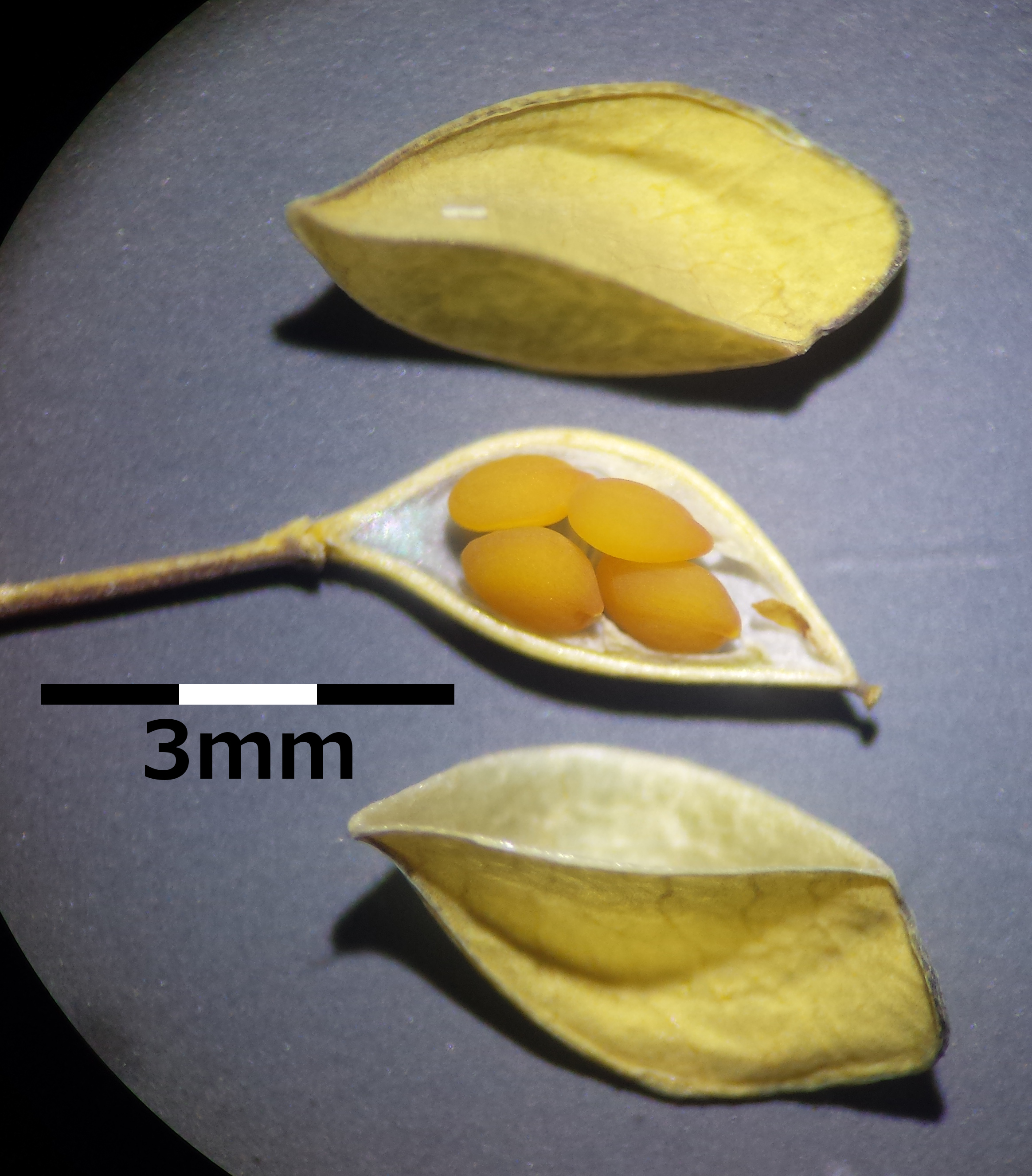
Die Klappen der Schötchen sind schaufelförmig: werden sie von einem Regentropfen getroffen, springen sie ab, die Samen werden weggeschleudert und so ausgebreitet
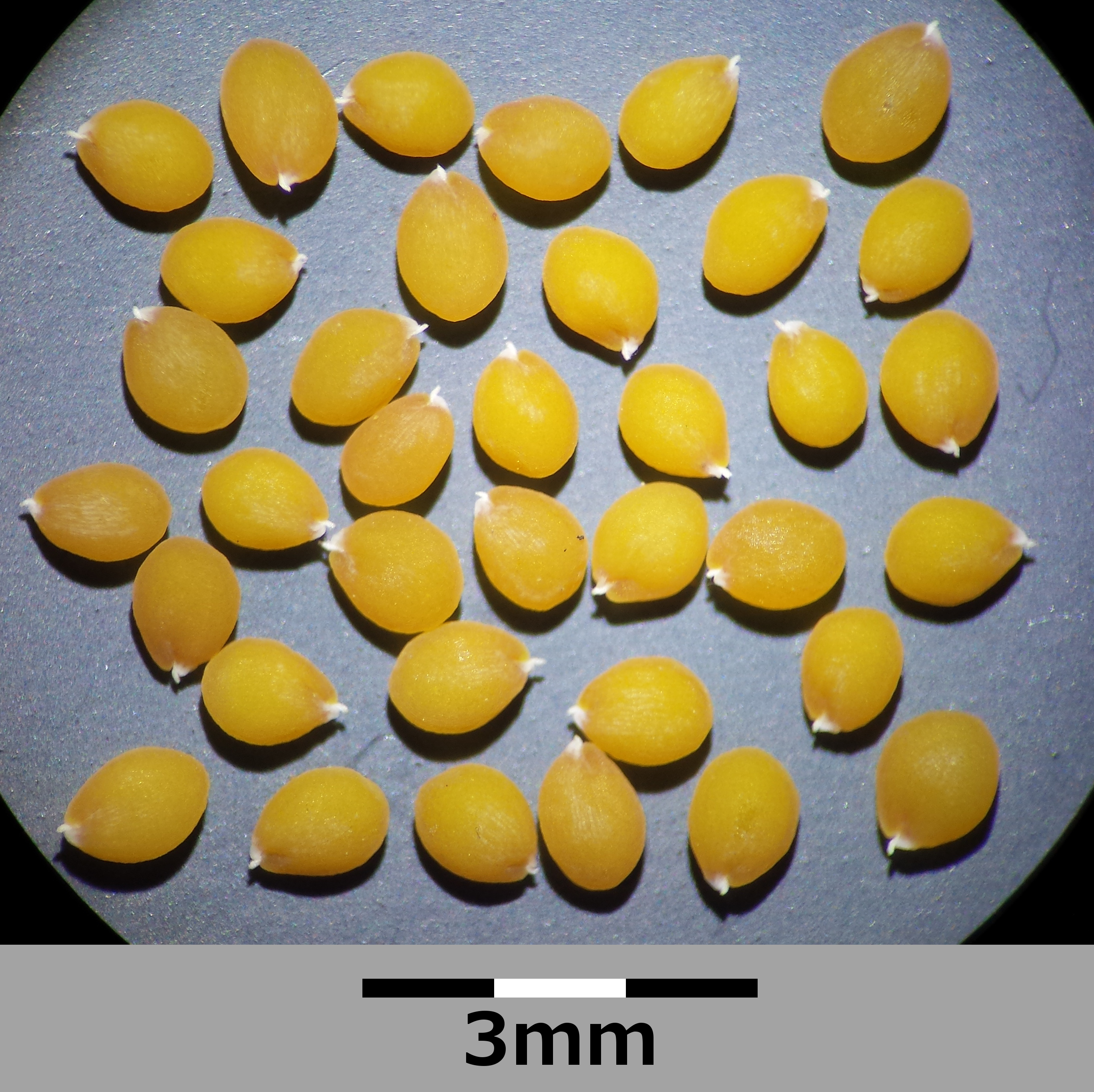
Samen